# Вуж бронзовий синьо-зелений
Вуж бро́нзовий си́ньо-зеле́ний (Dendrelaphis cyanochloris) — неотруйна змія з роду бронзових вужів родини Вужеві.

## Опис
Загальна довжина досягає 1,2 м. Має витончений тулуб. За типом забарвлення нагадує Dendrelaphis striatus, але похилі темні смуги на тулубі відсутні. Чорні широкі смуги з боків голови також закінчуються в області шиї, але вперед за очі ледь заходять. Нижня щелепа й горло з характерним зеленуватим відтінком. Колір голови та спини золотисто-коричневий. Нижні частини бічних лусок блакитні і стають особливо помітні, коли змія роздуває шию.

## Спосіб життя
Полюбляє тропічні ліси, активна вдень. Майже усе життя проводить на деревах. Харчується ящірками та амфібіями.
Це яйцекладна змія. Самка відкладає до 5 яєць.

## Розповсюдження
Мешкає у східній Індії, Бангладеш, М'янмі, південному Таїланді та Малайзії.